# جیمز لوئیسی
جیمز لوئیسی (به انگلیسی: James Luisi) (زاده ۲ نوامبر ۱۹۲۸-درگذشته ۷ ژوئن ۲۰۰۲) بازیگر آمریکایی بود.
از فیلم‌های معروف او می‌توان به بازی در فیلم لحظه به لحظه و محو شدن به سمت سیاهی اشاره کرد.